# Naturbühne Gräfinthal

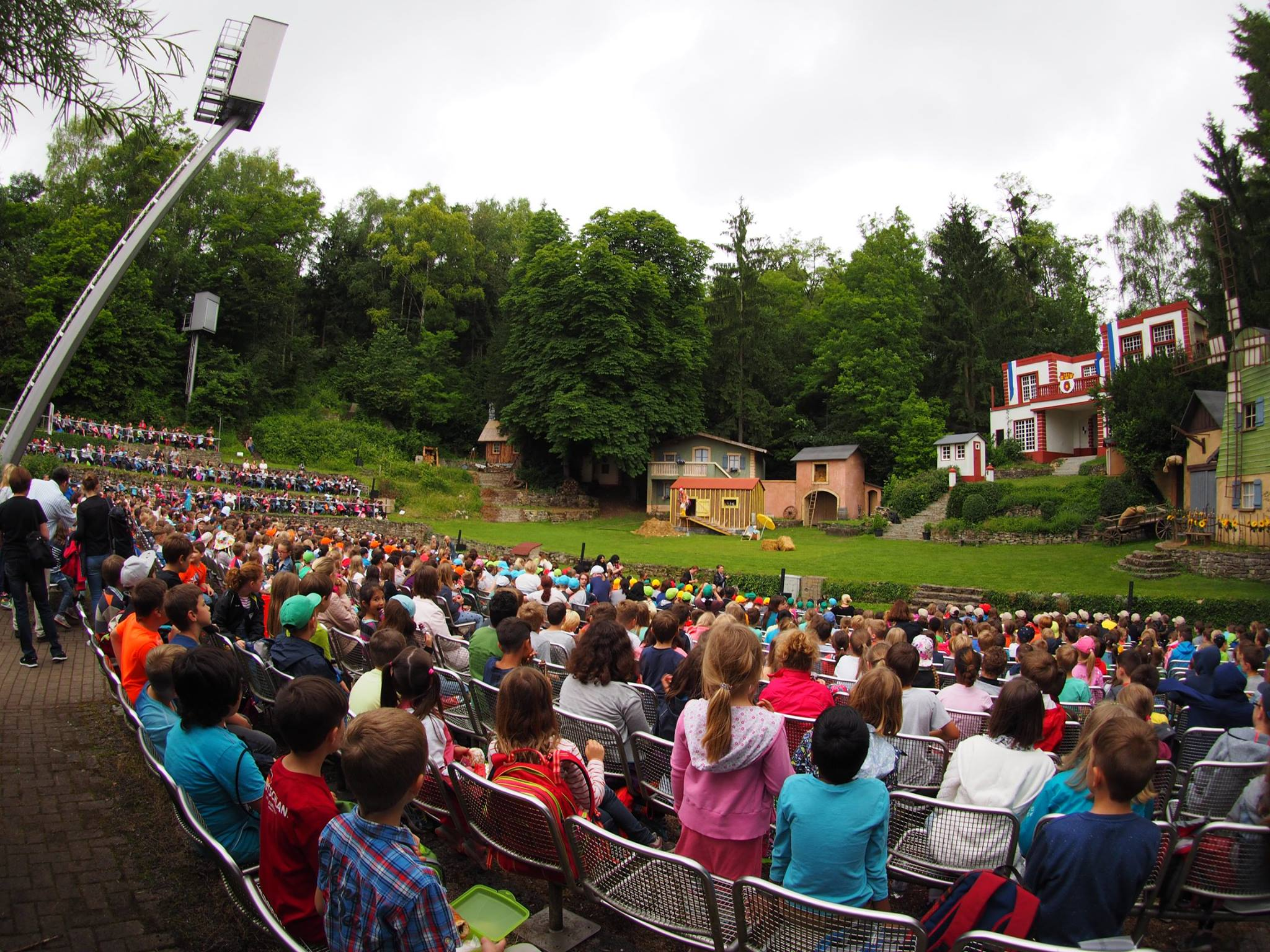
Die Naturbühne

Die Naturbühne Gräfinthal ist eine Freilichtbühne nahes des Klosters Gräfinthal in der Gemeinde Mandelbachtal (Ortsteil Bliesmengen-Bolchen) im Saarland.
Die Naturbühne wird vom Kulturverein Bliesmengen-Bolchen ehrenamtlich ohne öffentliche Zuschüsse betrieben. Die Hauptsaison findet von Juni bis August statt. Es wird jeweils ein Stück für Kinder und eines für Erwachsene aufführt, wobei sich pro Saison meist zwischen 15.000 und 20.000 Besucher einfinden. Der Zuschauerraum hat Platz für 1.500 Gäste. Seit 1965 gibt es jedes Jahr Vorstellungen.
Die Bühne besteht seit 1932. In den Jahren 2008 und 2009 wurde das Hauptgebäude erweitert, komplett renoviert und barrierefrei mit Behindertentoilette, Fahrstuhl und Rollstuhlplätzen ausgebaut.

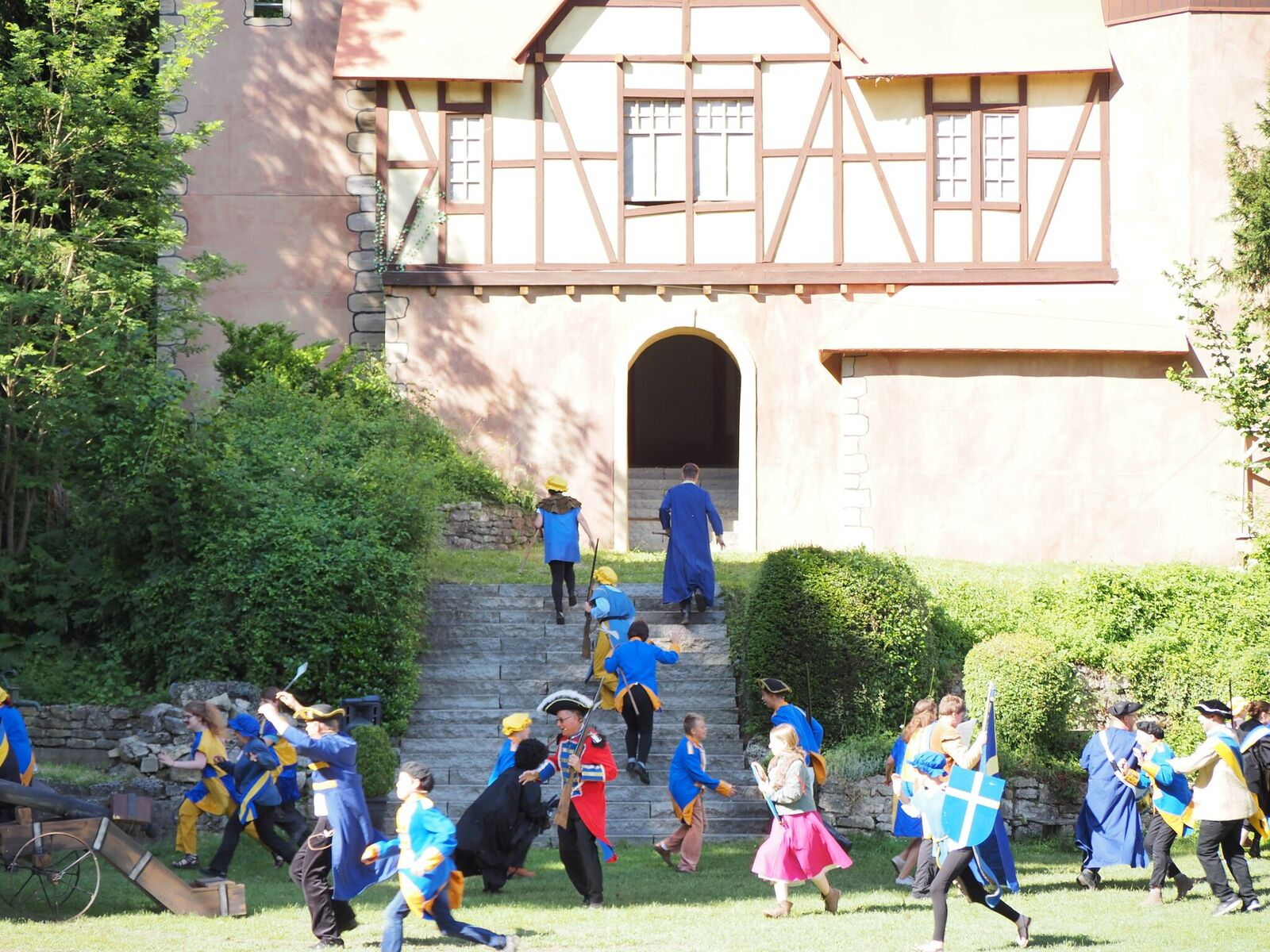
Das kleine Gespenst 2018

## Aufführungen seit 2000
| Jahr | Stück                                                               | Autor                                           | Zuschauerzahl | Anzahl Aufführungen |
| ---- | ------------------------------------------------------------------- | ----------------------------------------------- | ------------- | ------------------- |
| 2025 | Rumpelstilzchen                                                     | Wilken Schütz / Gebrüder Grimm                  |               | 14                  |
| 2025 | Die Kirche bleibt im Dorf                                           |                                                 |               | 8                   |
| 2024 | Die kleine Hexe                                                     | Otfried Preußler                                |               | 14                  |
| 2024 | Die 3 von der Tankstelle                                            |                                                 |               | 8                   |
| 2023 | Heidi                                                               | Johanne Spyri / Karlheinz Komm                  |               | 13                  |
| 2023 | Das Wirtshaus im Spessart/Bliesgau                                  | Wilhelm Hauff / Michael Nagel                   |               | 8                   |
| 2022 | Der gestiefelte Kater                                               | Gebrüder Grimm                                  |               | 13                  |
| 2022 | Pension Schöller                                                    | Carl Laufs / Wilhelm Jacoby / Hugo Wiener       |               | 8                   |
| 2021 | Die Abenteuer von Pettersson und Findus                             | Sven Nordqvist / Tristan Berger / Jürgen Flügge |               |                     |
| 2021 | Landeier                                                            | Frederik Holtkamp                               |               |                     |
| 2019 | Popeye und die unkaputtbare Schatzkiste                             | Ulrike Stern / Stefan Hiller                    |               |                     |
| 2019 | Kohlhiesels Töchter                                                 | Jörg Doppelreiter                               |               |                     |
| 2018 | Das kleine Gespenst                                                 | Otfried Preußler                                |               | 14                  |
| 2018 | Maria, ihm schmeckt’s nicht!                                        | Jan Weiler / Dirk Bohling                       |               | 8                   |
| 2017 | Michel aus Lönneberga                                               | Astrid Lindgren                                 | 17.500        | 16                  |
| 2017 | Lumpazi Vagabundus                                                  | Johann Nestroy                                  | 2.500         | 7                   |
| 2016 | Die Bremer Stadtmusikanten                                          | Wilken Schütz                                   | 10.968        | 16                  |
| 2016 | Nix wie Kuddelmuddel                                                | Jürgen Hörner                                   | 3.411         | 7                   |
| 2015 | Das Sams                                                            | Paul Maar                                       | 11.331        | 16                  |
| 2015 | Der Tag, an dem der Papst gekidnappt wurde                          | João Bethencourt                                | 3.762         | 7                   |
| 2014 | Der Räuber Hotzenplotz                                              | Otfried Preußler                                | 12.500        | 15                  |
| 2014 | Ein Sommernachtstraum bei uns dahemm                                | William Shakespeare                             | 4.000         | 8                   |
| 2013 | Dornröschen                                                         | Karlheinz Komm                                  | 10.516        | 15                  |
| 2013 | Arsen und Spitzenhäubchen                                           | Joseph Kesselring                               | 4.375         | 7                   |
| 2012 | Peter Pan                                                           | James M. Barrie                                 | 10.658        | 15                  |
| 2012 | Charleys Tante                                                      | Brandon Thomas                                  | 3.026         | 7                   |
| 2012 | Der fröhliche Weinberg (Gastspiel: KTV Bliesransbach)               |                                                 | 745           | 4                   |
| 2011 | Das Dschungelbuch                                                   | Rudyard Kipling                                 | 13.591        | 14                  |
| 2011 | Vorsicht, Trinkwasser!                                              | Woody Allen                                     | 636           | 5                   |
| 2010 | Die Biene Maja                                                      | Waldemar Bonsels                                | 7.458         | 15                  |
| 2010 | Vorsicht, Trinkwasser!                                              | Woody Allen                                     | 2.503         | 8                   |
| 2010 | Der letzte Hexenprozess von Ransbach (Gastspiel: KTV Bliesransbach) |                                                 | 885           | 3                   |
| 2009 | Urmel aus dem Eis                                                   | Max Kruse                                       | 12.401        | 14                  |
| 2009 | Don Camillo und Peppone                                             | Giovanni Guareschi                              | 5.382         | 10                  |
| 2009 | Wie es euch gefällt (Gastspiel: KTV Bliesransbach)                  |                                                 | 995           | 4                   |
| 2008 | Die Schöne und das Biest                                            | Jeanne-Marie Leprince de Beaumont               | 11.025        | 18                  |
| 2008 | Das Himmelreich ist ausgebucht                                      | Wolfgang G. Pfaus                               | 2.118         | 5                   |
| 2008 | Der Brandner Kaspar und das ewig’ Leben (Gastspiel JB Auersmacher)  |                                                 | 1.678         | 5                   |
| 2007 | Robin Hood                                                          | Manfred Hinrichs-Bettinger                      | 15.008        | 18                  |
| 2007 | Lügen über Lügen                                                    | Wolfgang G. Pfaus                               | 3.097         | 7                   |
| 2006 | Rabatz im Zauberwald                                                | Wolfgang Barth                                  | 11.016        | 18                  |
| 2006 | Ein gemütliches Wochenende                                          | Jean Stuart                                     | 2.298         | 7                   |
| 2006 | Der Bürger als Edelmann (Gastspiel: KTV Bliesransbach)              |                                                 | 1.077         | 4                   |
| 2005 | Pippi Langstrumpf                                                   | Astrid Lindgren                                 | 22.327        | 20                  |
| 2005 | Cash - und ewig rauschen die Gelder                                 | Michael Cooney                                  | 1.951         | 6                   |
| 2004 | Die kleine Hexe                                                     | Otfried Preußler                                | 17.558        | 17                  |
| 2004 | Cash - und ewig rauschen die Gelder                                 | Michael Cooney                                  | 2.950         | 7                   |
| 2003 | Aschenputtel                                                        | Hermann Wanderscheck                            | 18.909        | 17                  |
| 2003 | Pension Schöller                                                    | Carl Laufs & Wilhelm Jacoby                     | 4.043         | 6                   |
| 2002 | Die Biene Maja                                                      | Waldemar Bonsels                                | 20.548        | 19                  |
| 2002 | Heiraten ist immer ein Risiko                                       | Saul O’Hara                                     | 2.466         | 5                   |
| 2002 | Im weißen Rössel (Gastspiel: JB Auersmacher)                        |                                                 | 2.227         | 6                   |
| 2001 | Pinocchio                                                           | Bernd Aalken                                    | 15.208        | 17                  |
| 2001 | Heiraten ist immer ein Risiko                                       | Saul O’Hara                                     | 1.951         | 3                   |
| 2001 | Im weißen Rössel (Gastspiel: JB Auersmacher)                        |                                                 | 3.221         | 6                   |
| 2000 | Aladin und die Wunderlampe                                          | Bernd Aalken                                    | 16.939        | 17                  |
| 2000 | Arsen und Spitzenhäubchen                                           | Joseph Kesselring                               | 2.089         | 5                   |
| 2000 | Der Rattenfänger (Gastspiel: Da Capo Riegelsberg)                   |                                                 | 734           | 4                   |

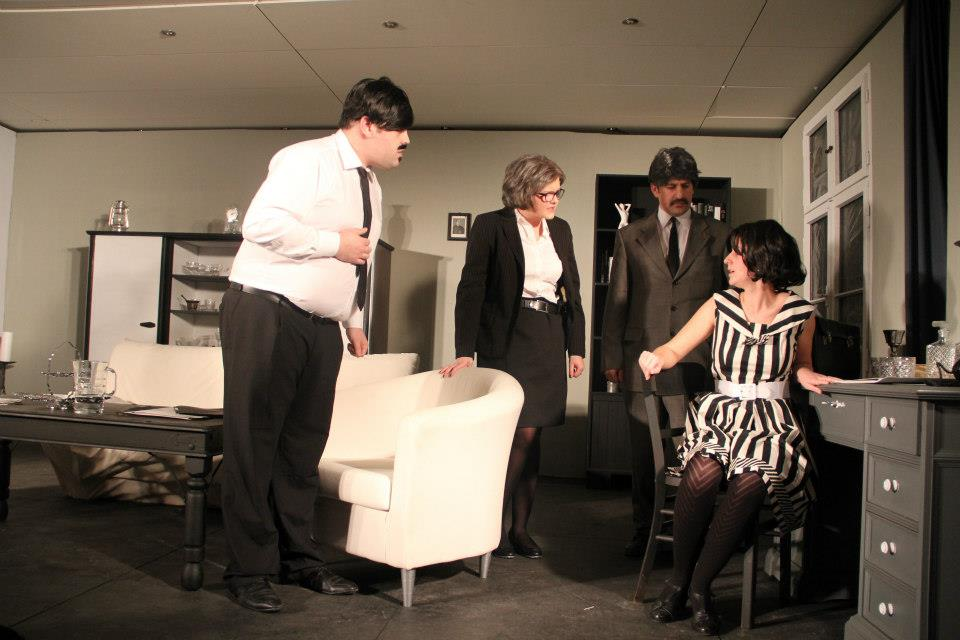
Der Hexer - Edgar Wallace

Durch den Umbau können nun auch im Winter Aufführungen in einem kleinen Zimmertheater stattfinden, die als Innewendsische Theatertage bezeichnet werden.

## Aufführungen 1932 – 1957
- 1957 Passion (Josef Saier)
- 1955 Die Jungfrau von Orleans (Friedrich Schiller)
- 1954 Die Jungfrau von Orleans (Friedrich Schiller)
- 1953 Quo Vadis (Helena Tullius)
- 1952 Ben Hur (Heinrich Houben)
- 1951 Passion (Josef Saier)
- 1950 Passion (Josef Saier)
- 1949 Elmar (Franz Hillmann)
- 1939 Die Kartoffelrepublik (Karl Uhl)
- 1938 Marlene (Karl Leibrock / Hartnagel)
- 1936 Der Rebell von der Saar  (Stadttheater Saarbrücken)
- 1935 Das Musikantendorf (Heinz Lorenz) und Götz von Berlichingen (Johann Wolfgang von Goethe)
- 1934 Wilhelm Tell (Friedrich Schiller)
- 1933 Die Jungfrau von Orleans (Friedrich Schiller)
- 1932 Elmar (Franz Hillmann)

## Trivia
Ihr Debüt auf der Freilichtbühne Gräfinthal hatte z. B. die Schauspielerin Bianca Hein.
Die SR 3-Moderatorin Carmen Bachmann war Anfang der 1990er Jahre ebenfalls auf der Naturbühne zu sehen.